# دیانا دل بوفالو
دیانا دِل بوفالو (ایتالیایی: Diana Del Bufalo؛ زادهٔ ۸ فوریهٔ ۱۹۹۰) بازیگر، مجری تلویزیون و خواننده اهل ایتالیا است. وی از سال ۲۰۱۰ میلادی تاکنون مشغول فعالیت بوده است.
از فیلم‌هایی که وی در آن‌ها نقش داشته است، می‌توان به ازدواج در پاریس اشاره نمود.